# ロバート・ロジャーズ
ロバート・ロジャーズ（英: Robert Rogers、1731年11月7日-1795年5月18日）は、植民地時代のアメリカ合衆国の開拓地で活躍した人物である。フレンチ・インディアン戦争とアメリカ独立戦争ではイギリス陸軍に従軍した。フレンチ・インディアン戦争の時に有名になったロジャーズ・レンジャーズを組織化し指揮した。

## 初期の経歴
ロジャーズは1731年11月7日に、現在のマサチューセッツ州北東部の小さな町、マスーアンで、ジェイムズ・ロジャーズとメアリー・マクファトリッジ・ロジャーズ夫妻の息子として生まれた。当時のメシューエンはアルスター・スコッツ開拓者がニューハンプシャーの未開の荒野に移動する時の出発点になっていた。
1739年、ロジャーズが8歳の時、一家は現在のニューハンプシャー州コンコード近く、グレートメドウ地区に移住した。アイルランドからの移民だった父は広さ2,190 エーカー (8.8 km²) に開拓地を設立し、デリーの丘陵性の土地に因んでムンターロニーと名付けた。ロジャーズ自身はその子供時代の住み処を「マウンタロナ」と呼んでいた。この地は後にダンバートンと改名された。
1740年、ヨーロッパでオーストリア継承戦争（1704年-1748年）が勃発し、1744年には北アメリカに拡大してジョージ王戦争（1744年-1748年）と呼ばれた。ロジャーズは1746年にニューハンプシャー民兵隊の中でダニエル・ラッド大尉の斥候中隊で、また1747年にはエベネザー・イーストマンの斥候中隊で1兵卒として従軍し、ニューハンプシャーのフロンティアを守った。
1754年、ロジャーズは偽造者の一団と関わるようになり、告訴されたが、裁判に掛けられることはなかった。

## フレンチ・インディアン戦争

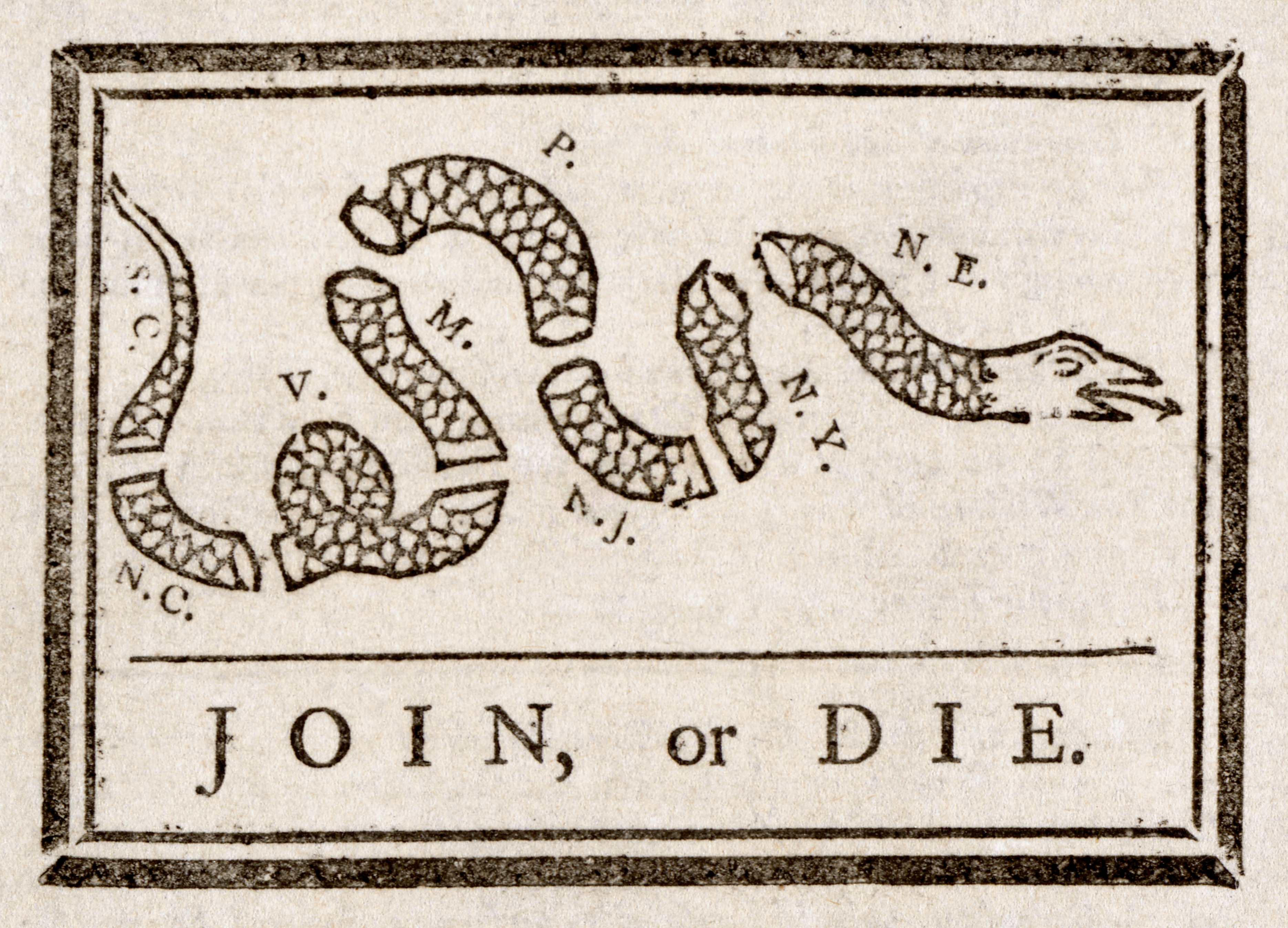
フレンチ・インディアン戦争の諷刺画、後にアメリカ独立戦争でも使われた

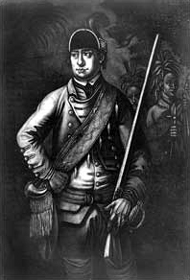
画家によるロジャーズの想像画

1755年、戦争が植民地におよび、ヨーロッパでも拡大した。イギリスとフランスは互いに宣戦布告した。イギリス領アメリカはエドワード・ブラドックの敗北など一連の負け戦を喫していた。フランスの勝利に発奮したインディアンがアメリカのフロンティアからイギリス人住民を追い出すことを目指して植民地への攻撃を掛け続けた。

### ロジャーズとレンジャーズ
フレンチ・インディアン戦争のとき、ロジャーズはイギリス軍のために有名になったロジャーズ・レンジャーズを立ち上げ指揮した。この民兵隊は主にニューヨーク植民地のジョージ湖とシャンプレーン湖周辺で活動した。フランス領の町や軍事拠点に対して冬季の襲撃をしばしば敢行しており、原始的な雪靴で凍った川を渉って移動した。ロジャーズ・レンジャーズはイギリス正規軍から重視されることはなかったが、厳しい冬の気候や山岳地のために近寄りがたい地域で活動できるのはインディアンの部隊だった当時に、数少ない白人部隊の一つだった
当時のイギリス正規軍が活動するには慣れていない条件で、ロジャーズはその部隊を指揮するために特異な才能を示した。レンジャー部隊を召集し、装備させ、指揮するときに独創性を発揮した。そのような部隊を指揮するためのガイド本として『ロバート・ロジャーズの28の行動規則』を著していた。現在のカナダ軍クィーンズヨーク・レンジャーズ、アメリカ陸軍のレンジャーズと第1大隊第119野砲中隊は全てロジャーズをその設立者と主張しており、「ロジャーズの行動規則」は現在でもアメリカ陸軍レンジャー・ハンドブックの最終頁に記載されている。
ロジャーズは兵士達に自ら給与を払う責任があったので、大きな負債を抱え、定期の給与が輸送中に襲撃された後は、兵士達に適切に給与が払われることを補償するためにまた借金を重ねた。イギリス軍や政府から補償されることはなかったが、使った金はいつか彼に弁済されるべきだと考える理由があった。

### レンジャーの募集

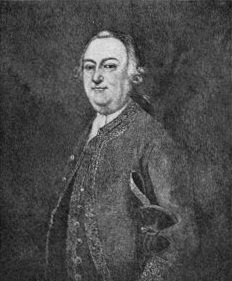
ジョン・ウィンスロー、ロジャーズはウィンスローのためにレンジャーズの徴兵を行った

ロジャーズの偽造に関する訴訟中に戦争が起こった。植民地政府は偽造で罰するよりもフロンティアで経験を積んだ者の必要性が高いと判断した。このためにロジャーズに対する告発は取り下げられた。ロジャーズは解放されると1775年に有名なジョン・ウィンスロー大佐の正式な徴兵者に割り当てられた。
1756年、ロジャーズはニューハンプシャーのポーツマスに行き、ウィンスロー大佐から与えられた権限を使って、イギリス軍のための徴兵を始めた。ロジャーズが集めた兵士の部隊が「ロジャーズ・レンジャーズ」と大衆から呼ばれるようになったのはこの時期だと考えられている。
この時期のフロンティアではインディアンからの攻撃が起こっていたので、ロジャーズの徴兵活動は恐怖と怒りを抱いた植民地人に支持された。ポーツマスでロジャーズは英国教会系アーサー・ブラウン牧師の一番下の娘エリザベス・ブラウンと出逢った。エリザベスは後にロジャーズの妻になった。1756年の暮れまでにロジャーズはレンジャーズの3個中隊を立ち上げ、合計4個中隊を自ら指揮した。
ロバート・ロジャーズの弟達、ジェイムズ、リチャードおよびおそらくジョンが皆ロジャーズ・レンジャーズに入った。リチャードは1757年にウィリアム・ヘンリー砦で天然痘のために死んだ。その遺骸は後に敵対的インディアンによって掘り出され、損傷された。ジェイムズはアメリカ独立戦争終盤にキングス・レンジャーズでロバートと同じ地位に就いた。ジョンについてのその後は分かっていないが、ロバートが1762年にサウスカロライナのチャールストンを訪れた後、そのまま南部に留まったと考えられている。

### 北部方面作戦
1755年から1758年、ロジャーズとそのレンジャーズ部隊はイギリス領植民地に対する北からの接近路で作戦を展開するイギリス軍指揮官の下で働いた。その指揮官とはウィリアム・ジョンソン少将、ウィリアム・シャーリー少将、ウィリアム・ハビランド大佐およびジェイムズ・アバークロンビー少将だったが、いずれも成功しなかった。当時のイギリスはシャンプレーン湖、クラウンポイント、タイコンデロガおよびハドソン川上流で防衛的な作戦を展開する以上のことはほとんど行えていなかった。
この時期にレンジャーズ部隊は必要欠くべからざるものであることを証明した。徐々に12個中隊にまで成長し、さらにイギリス側への同盟を誓ったインディアン部隊も幾つか加えられた。ロジャーズはその指揮官代行であり、自らの中隊については直接の指揮官だった。ロジャーズはイギリス軍の上官には何度も忠告していたが、その大半は無視されていた。
1757年1月21日、第一次かんじきの戦いで、ロジャーズ・レンジャーズはカリヨン砦の近くで7人のフランス人を急襲して捕まえたが、その後で100名のフランス人およびカナダ人民兵、さらにオハイオ・カントリーから来たオタワ族インディアンと遭遇した。ロジャーズの部隊は損失を出して撤退した。
イギリス軍が1757年8月のウィリアム・ヘンリー砦で降伏した後、レンジャーズはエドワード砦に近いロジャーズ島に駐屯した。このことでイギリス正規軍よりも自由に訓練や作戦展開を行えるようになった。
1758年3月13日、第二次かんじきの戦いで、ロジャーズ・レンジャーズはフランス軍とインディアンの部隊を待ち伏せしたが、逆に敵軍に迎撃された。レンジャーズはこの戦闘で125名を失い、8名が負傷し、52名が帰還した。ロジャーズはフランスとインディアンの連合軍についても100名が戦死し、100名近くが負傷したと推計した。しかし、フランス軍はインディアン10名が戦死し、17名が負傷したとだけ損失を報告していた。
1758年7月7日、ロジャーズ・レンジャーズはカリヨンの戦いに参戦した。

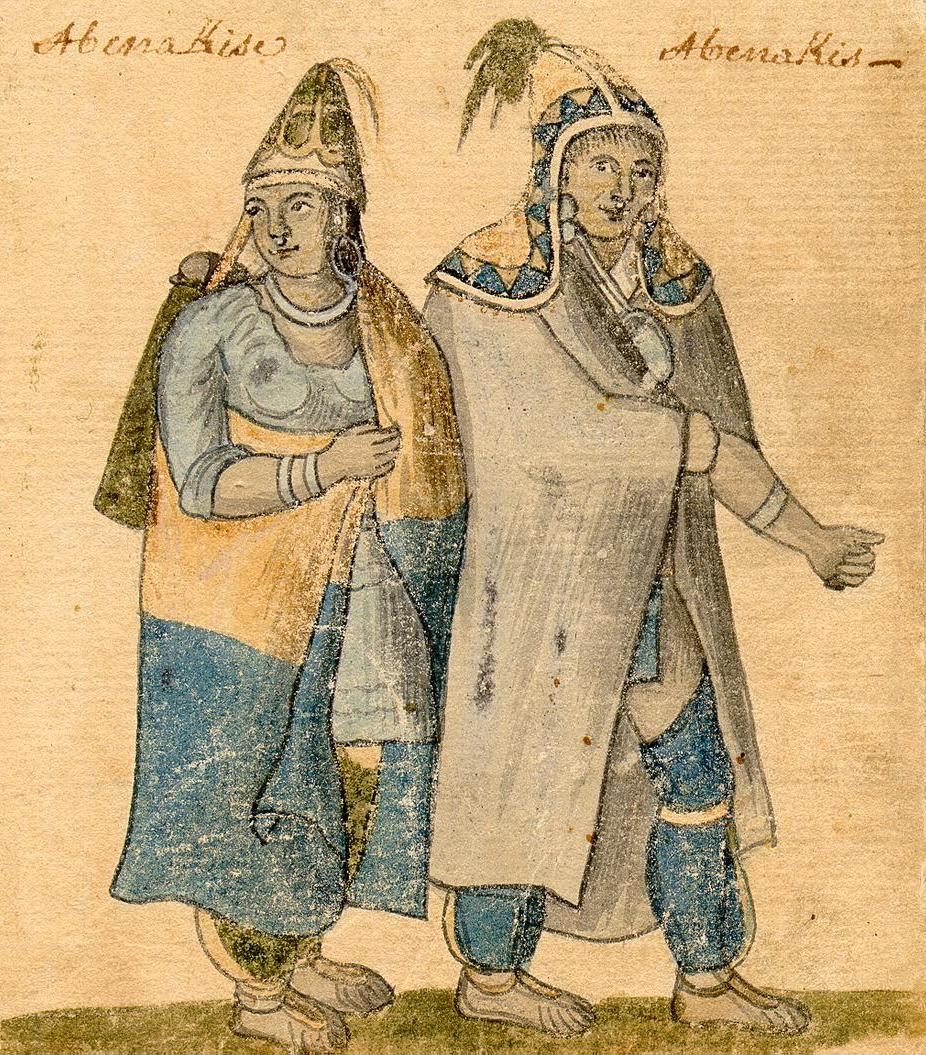
18世紀のアベナキ族

1758年、アバークロンビー将軍はロジャーズの功績を認めて少佐に昇格させ、同じくらい有名なジョン・スタークを副指揮官につけた。ロジャーズはこの時任務に合わせて大尉と少佐の2つの階級を持っていたことになる。
1759年、戦争の趨勢が変わり、イギリス軍はケベック市まで進軍した。新しく北アメリカイギリス軍総司令官に指名されたジェフリー・アマースト少将が素晴らしく決定的なアイディアを持っていた。アマーストは、ニューイングランドに襲撃してくるインディアンの進発基地であるケベックのサンフランシスにいるアベナキ族に対して、ロジャーズ・レンジャーズを西からその背後深くに遠征させた。ロジャーズはクラウンポイントから200名のレンジャーズ部隊を率い、フランス領深くサンフランシスに進行した。
当時、サンフランシスに近いインディアンはその昔ながらの生活様式を諦め、フランス人伝道所に隣接する町に住むようになっていた。ロジャーズはサンフランシスの町に火を付け、200名を殺したと主張したが、実際には30名を殺し、5名を捕獲していた。1759年10月3日の攻撃とサンフランシスの破壊に続いて、ロジャーズ・レンジャーズがバーモント北部の岩だらけの荒野を抜けて帰還している時に食料が底を突いた。コネチカット川に沿った安全地帯である放棄されたウェントワース砦に到着すると、ロジャーズは兵士達にそこで宿営させておき、数日して食料を持って戻り、一番近いイギリス人町である現在のニューハンプシャー州チャールズタウンの第4砦から部隊を救出した。
ロジャーズ・レンジャーズがサンフランシスの町を破壊したことは心理的な大きな勝利になった。植民地人はもはや救われないと考えることはなくなった。サンフランシスの住人であるアベナキ族などの寄り集まり集団は、以前のように敵の攻撃が及ばない場所にいるという考えを棄てた。アベナキ族によるフロンティアでの襲撃は止まなかったが、かなりその数は減少した。

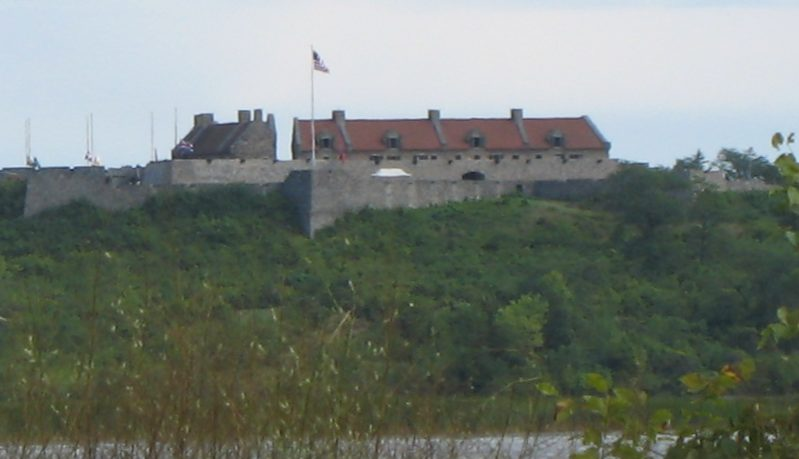
タイコンデロガ砦 （別名カリヨン砦）
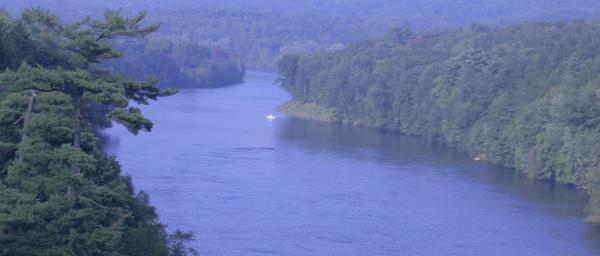
マサチューセッツを流れるコネチカット川
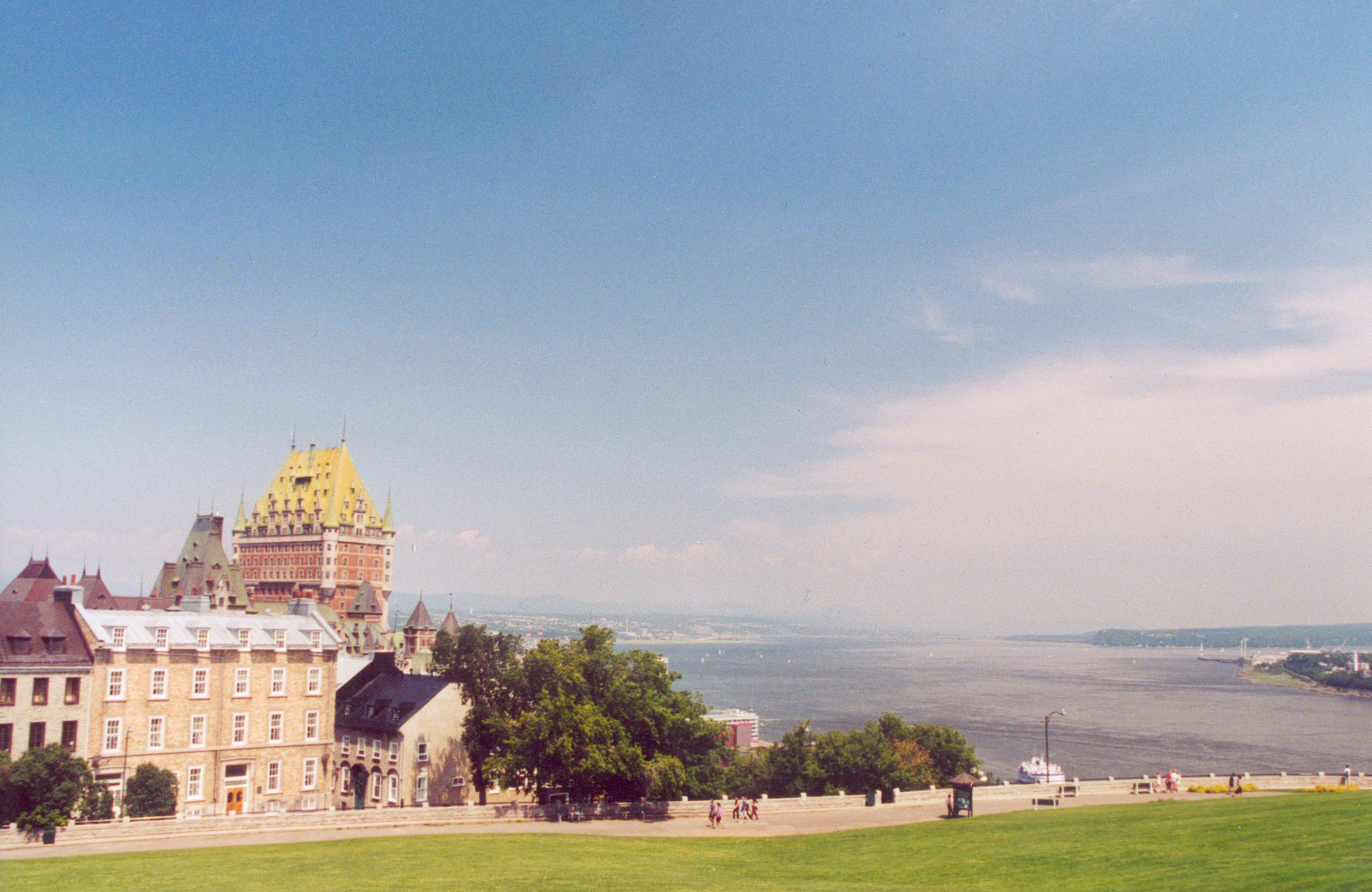
ケベックのエイブラハム平原

### 西部方面作戦

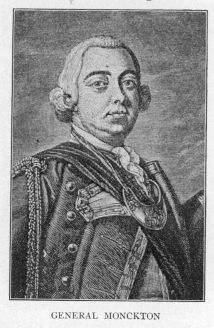
ロバート・モンクトン、西部方面作戦でのロジャーズの上官

1759年にケベック市が陥落し、1750年にはモントリオール市も落ちた。東部におけるインディアンの植民地人に対する活動が停まったので、そこでのロジャーズの任務も終わった。アマースト将軍は西部のピット砦（元デュケイン砦）の指揮官ロバート・モンクトン准将の下にロジャーズを転籍させた。モンクトンはアマーストの忠告に従い、遙か北にあるデトロイト砦の攻撃にレンジャーズ部隊を派遣し、これに成功した。
1760年11月29日、ロジャーズは五大湖にあるフランス軍基地の降伏を受け入れた。これが最後の任務になった。その後間もなく、レンジャーズは解隊された。モンクトンはロジャーズにサウスカロライナで正規兵1個中隊を指揮する任務を提案したが、ロジャーズはサウスカロライナを訪れた後でニューヨークの中隊を指揮する方を選んだ。しかしその部隊も間もなく解隊され、ロジャーズは休職給での退役に追い込まれた。
ロジャーズは軍隊に関わる必要がなくなったので、ニューイングランドに戻り、1761年にはエリザベス・ブラウンと結婚し、ニューハンプシャーのコンコードで彼女と共に家造りに取り掛かった。ニューイングランドの人々多くと同様、彼等はサンフランシスで捕らえたインディアンの少年を含め、奉公人と奴隷を持っていた。
歴史家の中には、当時のロジャーズの財政状態が、後に語っていたほど裕福なものではなかったと指摘する者がいる。ロジャーズはその従軍に対する補償としてニューハンプシャー南部の広大な土地を受け取っていた。彼はその多くを利益を出して売り払い、奴隷を購入し維持することができた。ロジャーズは土地を妻の家族に譲渡していたので、それが後の妻を支えることになった。
平和な時代にもロジャーズの魂は休むことを知らなかった。植民地人は散発的に起こるインディアンの行動を抑える過程にあった。1761年後半、ロジャーズはノースカロライナのチェロキー族を平定する目的で傭兵の1個中隊を指揮する仕事を受けた。
1763年2月10日、パリ条約でフレンチ・インディアン戦争が終わった。ロジャーズは自身を金儲けのために働く軍人だと理解したが、このときも休職給だった。後にロジャーズの最悪の敵となったトマス・ゲイジ将軍は、「もしロジャーズに全額給与を払っておれば、後に彼に不似合いな任務を与えることを防げただろう」と語っていた。

## ポンティアックの反乱
1763年5月7日、ミシガンでポンティアックの反乱が起こった。ポンティアック酋長は300名の戦士を率い、デトロイト砦を急襲で落とそうとした。しかし砦のイギリス軍指揮官はポンティアックの作戦に気付き、その守備隊は防戦準備をして待機した。ポンティアックは怯まずに一歩退いて砦を囲んだ。最終的に6部族の900名以上のインディアン戦士がデトロイト砦包囲に加わった。
この報せを聞いたロジャーズはアマースト将軍に従軍を申し出た。その後ジェイムズ・ディエル大尉と共に砦の救援部隊を率いて出発した。しかし7月31日のブラッディランの戦いの結果、その任務が遂行できなくなった。
ディエルとロジャーズが率いる約250名のイギリス軍はポンティアックによるデトロイト砦包囲を破るために、ポンティアックの宿営地急襲を試みた。しかし、ポンティアックの方でもフランス人開拓者からの警告で準備ができており、砦の北2マイル (3 km) のペアレンツ・クリークでイギリス軍を破った。このクリーク、すなわち「ラン」はイギリス軍戦死者20名、負傷者34名の血で染まったので、これ以降「ブラッディラン」（血の小川）と呼ばれるようになった。ディエル大尉も戦死した。
その後間もなく、ポンティアックの反乱は崩壊し、ポンティアック酋長自身は注目されなくなった後に死んだ。ロジャーズは後にイングランド滞在中にポンティアックとその反乱を劇化して記憶させることになった。

## 戦後の成功と失敗
ロジャーズはレンジャーズの指揮官としてその生活を全て献げていた。当時のイギリス軍やアメリカ軍ではよくあったことだが、ロジャーズは必要に応じてレンジャーに装備させるために自費を遣っていたので、その結果大きな負債を抱えることになった。1764年には債権者に対して支払を行わねばならない事態に直面した。
ロジャーズはその財政を遣り繰りするために、デトロイト近くでジョン・アスキンという毛皮商人と短期間の事業に関わった。これが失敗するとギャンブルで金を作ろうとし、完全に破産状態になった。債権者達はニューヨーク市の債務者刑務所にロジャーズを送り込んだが、ロジャーズは脱走した。

### イギリスでの著作活動
1765年、ロジャーズはイングランドに向かい、その従軍に対する給与を払って貰おうとした。またその名声をもうまく使おうとした。その日誌と著作『北アメリカの簡潔な記述』が出版された。その直後には『ポンティアック：アメリカの野蛮人』と題する戯曲を書いた。これは初期アメリカのドラマとして、またアメリカ・インディアンを同情的に描いたものとして重要である。『ポンティアック』は評論家から酷評を受けたが、これらの出版で幾らかの成功を収め、王室の注目も引いた。国王ジョージ3世に拝謁して北西航路を見付けるための遠征隊を率いるという提案をした後、その航路を探すための勅許と共にミチリマキナック（現在のミシガン州マッキノーシティ）の知事に指名され、北アメリカに戻った。

### 総督
ロジャーズはアメリカに戻ると妻を伴ってミチリマキナック砦の毛皮交易基地に移動し、総督としての任務に就いた。ロジャーズが留守にしていた間、アマーストに代わってトマス・ゲイジが北アメリカイギリス軍総司令官の地位に就いていた。ゲイジは、アマーストにとっては宿敵であり植民地を嫌悪していた。ロジャーズはアマーストに忠実な友人であり、植民地を好んでいたので、さらにゲイジに憎まれることになった。

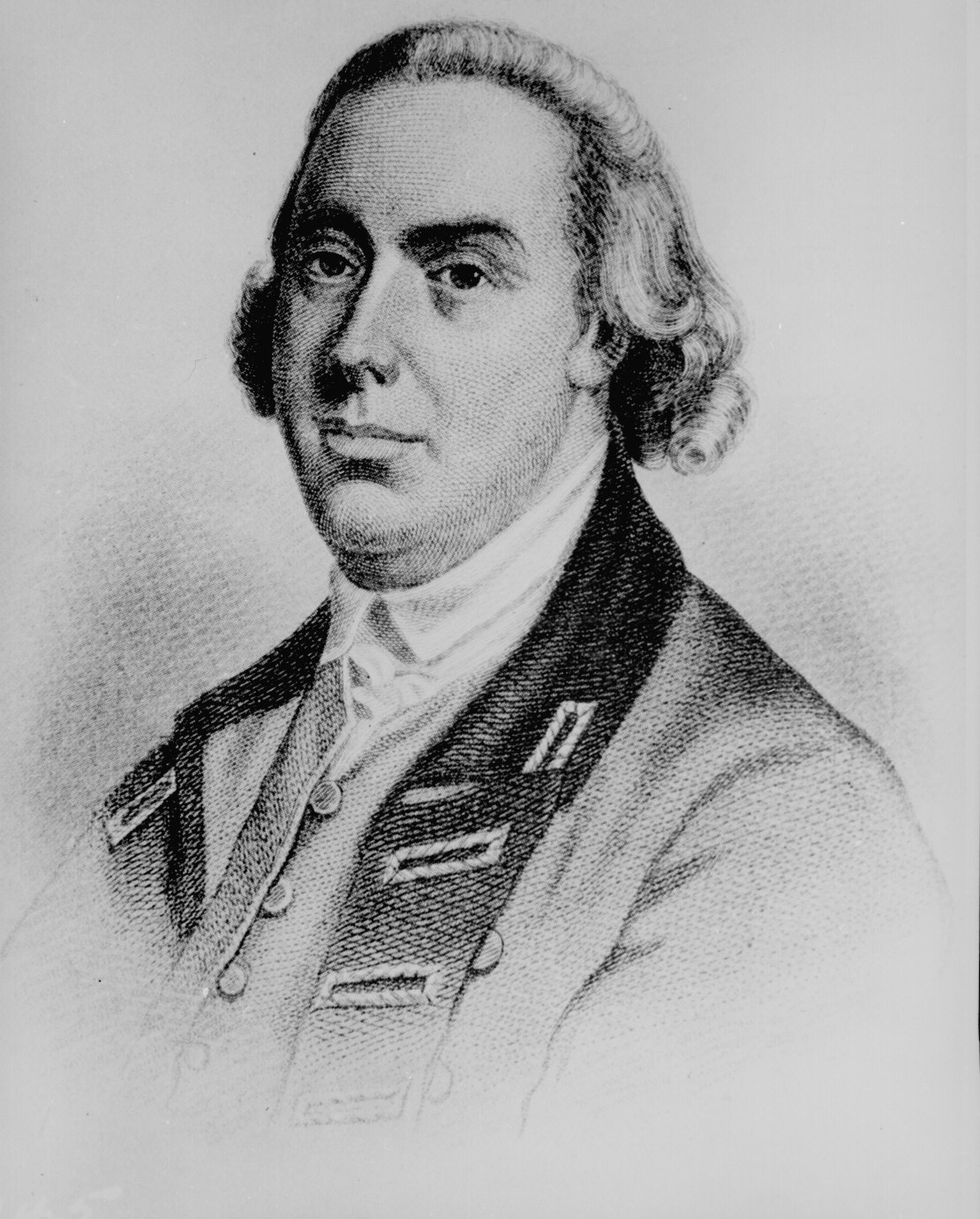
トマス・ゲイジ、その宿敵であるアマーストと仲が良かったロジャーズを憎んだ

ゲイジは官僚であり政治的には策士だったので、ロジャーズを植民地の成り上がりものと見なし、アマーストとロジャーズの仲が良かったことで、その新しく得た権力に対する脅威と考えた。当時ロジャーズはイギリス軍の中ではまだ休暇給の大尉であり、ある意味ではゲイジの軍事的指揮権の下にあった。しかし、ゲイジは国王から指名された者であるロジャーズに対抗できなかった。それなりの攻撃理由を見付けられなければ、国王がそのお気に入りを救うために法的な手続で対抗してくるはずだった。これが分かっていたゲイジは王室の干渉を防ぐことができる方法で、総統としてのロジャーズを排除する普遍的な正当性を見出すことに積極的に動いた。
ロジャーズはゲイジの策謀を知らず、かなりの熱心さでその管理任務を遂行し続けていた。ジョナサン・カーバーとジェイムズ・テュートの下に伝説の北西航路を探させる遠征隊を派遣したが失敗に終わった。その航路が発見されるのは1793年のアレクサンダー・マッケンジーによる遠征が成功した時だった。
ロジャーズは一体感があり強い政府の必要性を認識し、インディアンと交渉し、フランス人を活用してミシガンの植民地を総督と国王に報告義務がある枢密院によって管理される計画を策定した。この計画はジョージ3世によって支持されたが、イギリスの議会が国王の権限を増やしたくなかったので採択される可能性はほとんど無かった。
一方ゲイジはロジャーズを貶めるあらゆる機会を使い、ロジャーズのことを戦争で裕福になったが、浪費家としてその金を蕩尽してしまった楽観主義者として印象づけるようにしていた。このような陳述のどれくらいが真実であり、またゲイジが真実であると信じていたかは不明である。ゲイジは明らかにロジャーズをその忠誠心に問題がある者とみなした。確かにロジャーズはゲイジに対して忠誠ではなかったので、監視が必要だった。ロジャーズがインディアンに対処するやり方もゲイジを悩ませ、アメリカに居た他のイギリス軍士官の多くもインディアンを当てにならない社会の害悪と見なすようになっていた。

### 反逆罪での逮捕
ゲイジはスパイを雇ってロジャーズの手紙を横取りし、その部下も買収した。ロジャーズは私設秘書のナサニエル・ポッターと離反してしまい、ポッターはゲイジが必要としていた口実を与えた。ポッターはその宣誓供述書で、ロジャーズが、イギリス政府が彼の統治計画を承認できなければその植民地をフランスに提供するつもりだと言ったと供述した。
ポッターの主張の真実性は疑問とされている。フランスは、イギリスの総督がモントリオールに居る以上、ロジャーズからの私信を受け取れるはずがなかった。それでもポッターの宣誓供述書が威力を発揮して、ロジャーズは1767年に逮捕され、反逆罪で告発され、裁判のためにモントリオールに連れて行かれた。この裁判は1768年まで延期された。妻のエリザベスは最初のかつ唯一の子供を連れてポーツマスの家に戻った。この息子が後にポーツマスで弁護士になり、現代にその子孫を伝えている。

### 無罪の証明

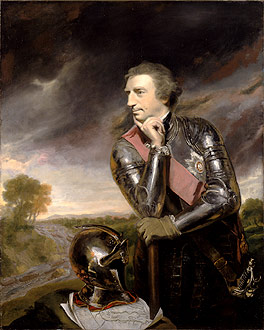
陸軍元帥ジェフリー・アマースト、ロジャーズの親友であり、反逆罪で告発されたロジャーズの無実を証明する中心になった

ゲイジは裁判のためにロジャーズをモントリオールに送ったが、そこに到着したロジャーズはアマーストの友人達に囲まれることになった。アマーストの影響力もあって、ロジャーズは全ての罪状に対して無罪となり、その判決が国王ジョージ3世の承認を求めてイングランドに送られた。国王はこれを承認したが、ゲイジを公然と嘘つきだと呼ぶことはできなかった。その代わりにロジャーズが反逆を考えたかもしれないと考えさせる理由があるという注釈を残した。
ロジャーズはゲイジの影響力の下にあるミシガンに戻ることは考えられなかったので、1769年にイングランドに渡り、負債からの救済を再度請願した。しかし国王はロジャーズのためにしてやれることは全てしてしまったと考え、さらに植民地で上がる不満の声の問題で忙しかった。ロジャーズは再度債務者刑務所に行き、ゲイジについては虚偽の収監を行ったと告発した。ゲイジはロジャーズが訴訟を取り下げることと引き換えに、ロジャーズに少佐の休暇給を与えることでこの訴訟を決着させた。

### アメリカ独立戦争
ロジャーズはイングランドで法的なトラブルに巻き込まれていたので、アメリカ植民地で不穏な動きがあったときにはそこに居なかった。革命が起こりそうだということを耳にすると、1775年にアメリカに帰った。アメリカ人はロジャーズが彼等と共にあったとしても幾らか離れて見ていた。著名なレンジャーの指揮官と見なし、そのような勇敢さを期待したが、ロジャーズの酔っぱらったり淫らな振る舞いによって帳消しにされていた。当時のロジャーズはおそらくアルコール依存症になっており、それがその後の人生を破滅させ、家族、土地、金および友人を失わせることになった。
革命の指導者達とロジャーズの間でどのようなやりとりが行われたかは不明である。ロジャーズはスパイの容疑で土地の安全委員会に逮捕され、植民地に不利となる任務にはつかないという条件で仮釈放された。大陸会議からは革命軍の任官を提案されたが、彼はイギリス軍の士官であるという理由で辞退した。ロジャーズは後にジョージ・ワシントンに宛てて指揮官職を求める手紙を書いたが、ワシントンは逆にロジャーズを逮捕させた。
ロジャーズは国に戻った同国人としても革命に身を投じる者としても振る舞ってはいなかった。ロジャーズはエリザベスとの生活を再開するためにニューハンプシャーに戻ることもしなかった。その代わりに田園部を回ってロイヤリストであろうとパトリオットであろうと様々な人々と話をした。ロジャーズは大陸会議から通行許可証を受けたと主張し、しばしば矛盾した政治観を語っていた。おそらく彼の行動はワシントンが結論づけたようにスパイの行動ではなかったが、その前身の影を引き摺った分裂した者の行動だった。他の者と話すときは常に酒場でかなりの量を過ごして出入りしてきているように見えた。
ロジャーズはワシントンによる拘束から逃れ、革命軍の任務は意に沿わないことが分かると、イギリス軍での従軍を申し出た。イギリス軍もロジャーズの評判通りに働いてくれることを期待していた。1776年8月、クィーンズ・レンジャーズと呼ぶ新たなレンジャーズ部隊を結成し、その大佐となった。1776年9月には大陸軍のスパイであるネイサン・ヘイルの逮捕に関わった。コネチカットの商店主でロイヤリストだったコンシダー・ティファニーが著したヘイル逮捕に関する当時の証言がアメリカ合衆国議会図書館に収められている。そのティファニーの証言ではロジャーズはヘイルの作り話（ヘイルは教師だと言っていた）を信用せず、自分がパトリオットのスパイであるかのような振りをして、ヘイルの裏切りを誘った。
1777年5月、ロジャーズは「健康悪化」を理由に退役を強いられた。このとき帰る故郷も無かった。ヘイルを告発したことと、ロジャーズが植民地人に対抗する部隊を起ち上げたことは、ワシントンの疑念を裏付けるものにしていた。ワシントンの提案でニューハンプシャー議会はロジャーズに関する2つの布告を成立させた。その1つは追放令であり、もう1つは責任放棄と背信を理由とした妻との離婚だった。妻はニューハンプシャーに留まることを望んでいたので、ロジャーズに対する友愛や慈悲心を示すことはできなかった。エリザベスは後にアメリカ海軍士官ジョン・ロシェと結婚し、1811年に死んだ。
ロジャーズは短期間イングランドに渡航した後、1779年に戻ってきて、カナダのノバスコシアでキングス・レンジャーズを起ち上げた。これは当時の北アメリカイギリス軍総司令官ヘンリー・クリントンのためだった。しかしアルコール依存症のためにその地位を保てなかったので、その地位は弟のジェイムズに譲られた。かくしてロジャーズはイギリス軍にとっても無用の存在になった。その後アメリカの私掠船に囚われ、ニューヨークの刑務所で時を過ごした後、1782年に脱走した。1783年にはアメリカから撤退することになったイギリス軍と共にイングランドに渡った。しかしそこでも生活していくことができず、病気にも勝てなかった。ロジャーズは世の中から忘れられ借金を抱えて死んだ。残された僅かな金は滞っていた家賃として支払われた。

## 遺産
- アメリカ独立戦争の間に使われたジョン・ポール・ジョーンズの艦船は、ロバート・ロジャーズとその有名なレンジャーズ部隊を称えてUSS Rangerと命名された。独立戦争初期に大陸海軍が得た幾つかの勝利はThe Rangerによって得られたものだった。ジョン・ポール・ジョーンズの指揮の下、この有名な艦船は外国によるアメリカの国旗に対する最初の祝砲を受けることになった。
- フレンチ・インディアン戦争とその後のロジャーズの人生における英雄談は、ケネス・ロバートによる小説北西航路（1936年）に描かれている。この小説は1940年に同じ題名で映画化（邦題は『北西への道』）され、スペンサー・トレイシーがロジャーズ少佐を演じた[14]。
- 1958年から1959年にNBCテレビで放映された北西航路では、フレンチ・インディアン戦争のときに北西航路を探すロジャーズと男達の姿が描かれた。キース・ラーソン（1924年–2006年）が主役を演じた。また共演したバディ・エブソンは後にCBSのじゃじゃ馬億万長者やBarnaby Jonesでハンク・マリナー軍曹を演じた[15]
- 2005年5月30日（メモリアルデイ）、ハドソン川のオールバニの北40マイル (64 km) にあるロジャーズ島で、ロジャーズの彫像が除幕された。この地はロジャーズが"レンジャーの規則"（『ロバート・ロジャーズの28の行動規則』）を執筆した場所に近い[16]
- ロジャーズは"レンジャー・ハンドブック"の中に敬意をもって言及されている。このハンドブックはアメリカ陸軍レンジャー学校の全ての兵士に渡され、アメリカ陸軍でレンジャー戦術を創設した者としてロジャーズが言及されている。この中には『レンジャーの規則』に描写される不定型な戦闘におけるレンジャーの原則が要約されている[14]。